# Dicominae
Dicominae S. Ortiz, 2013 è una sottotribù di piante angiosperme dicotiledoni della famiglia delle Asteraceae.

## Descrizione

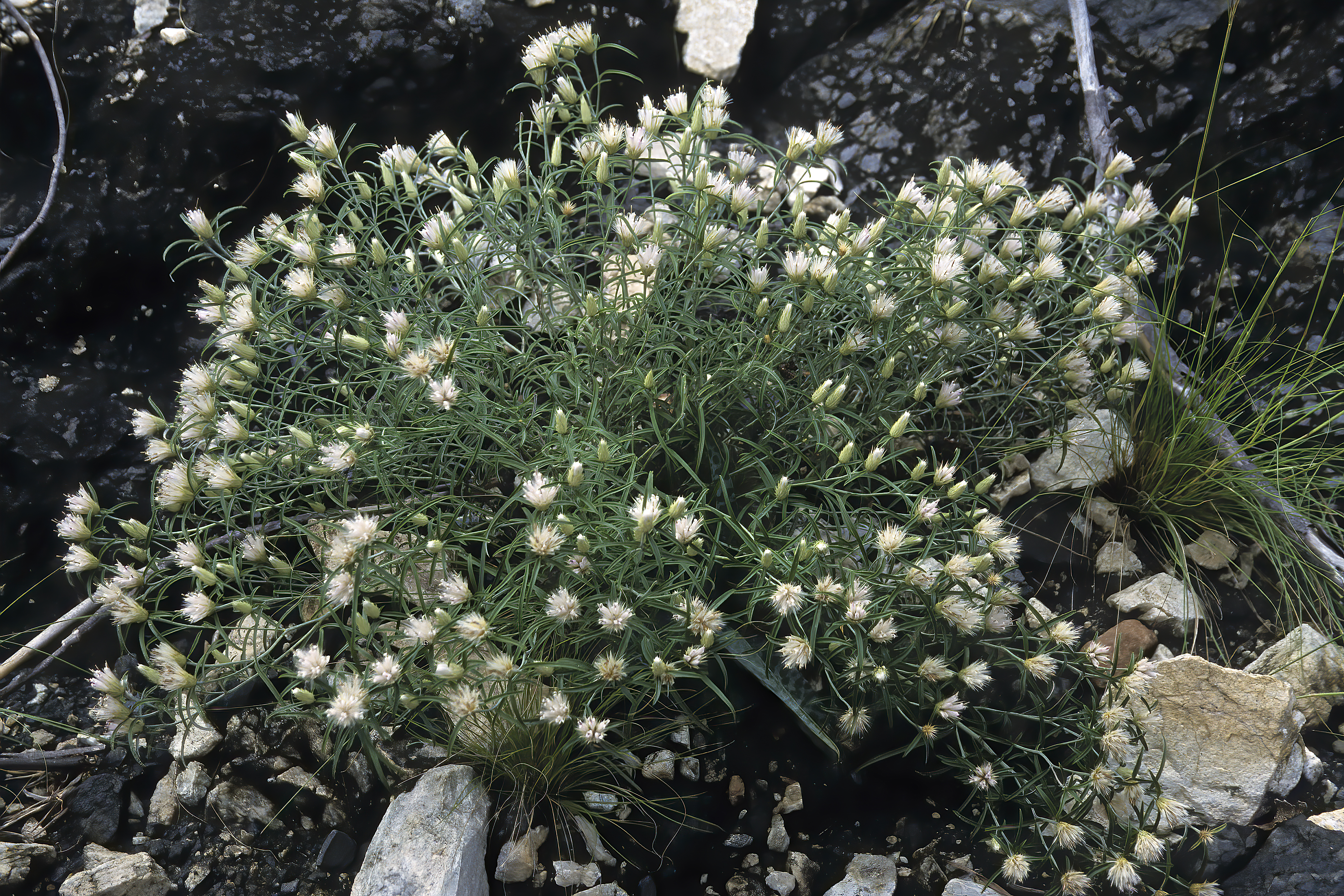
Il portamento
Dicoma anomala

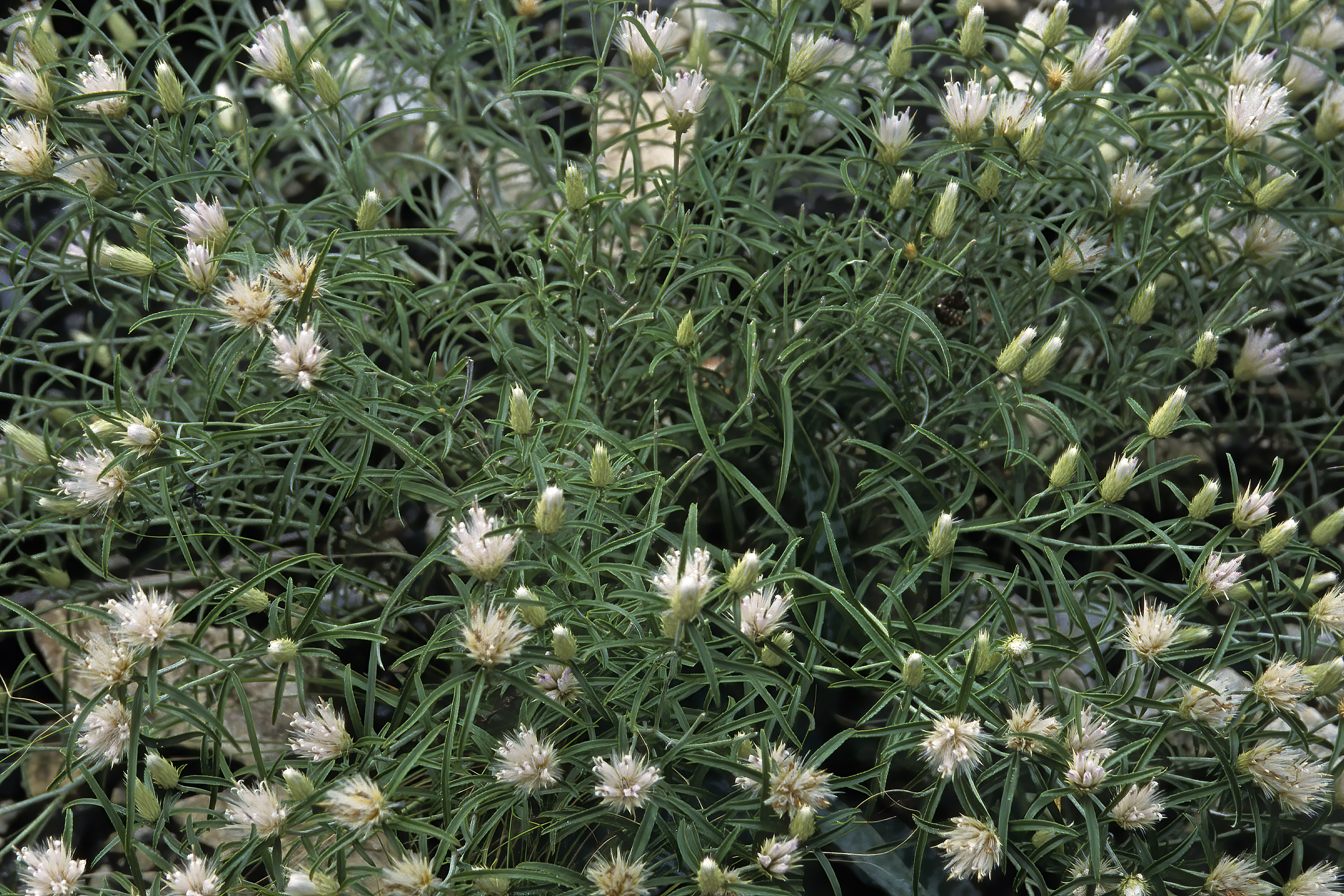
Le foglie
Dicoma anomala

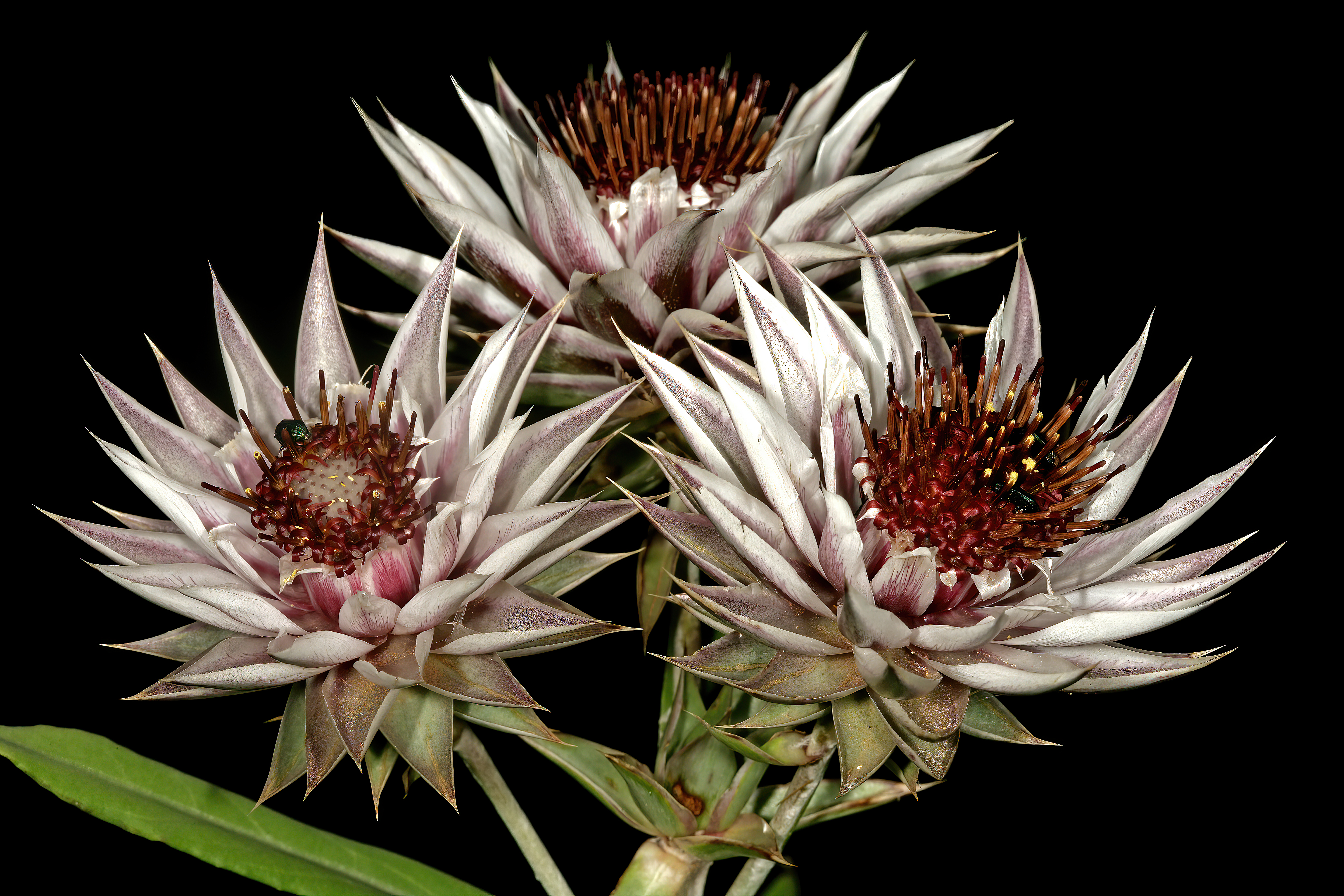
Infiorescenza
Macledium zeyheri

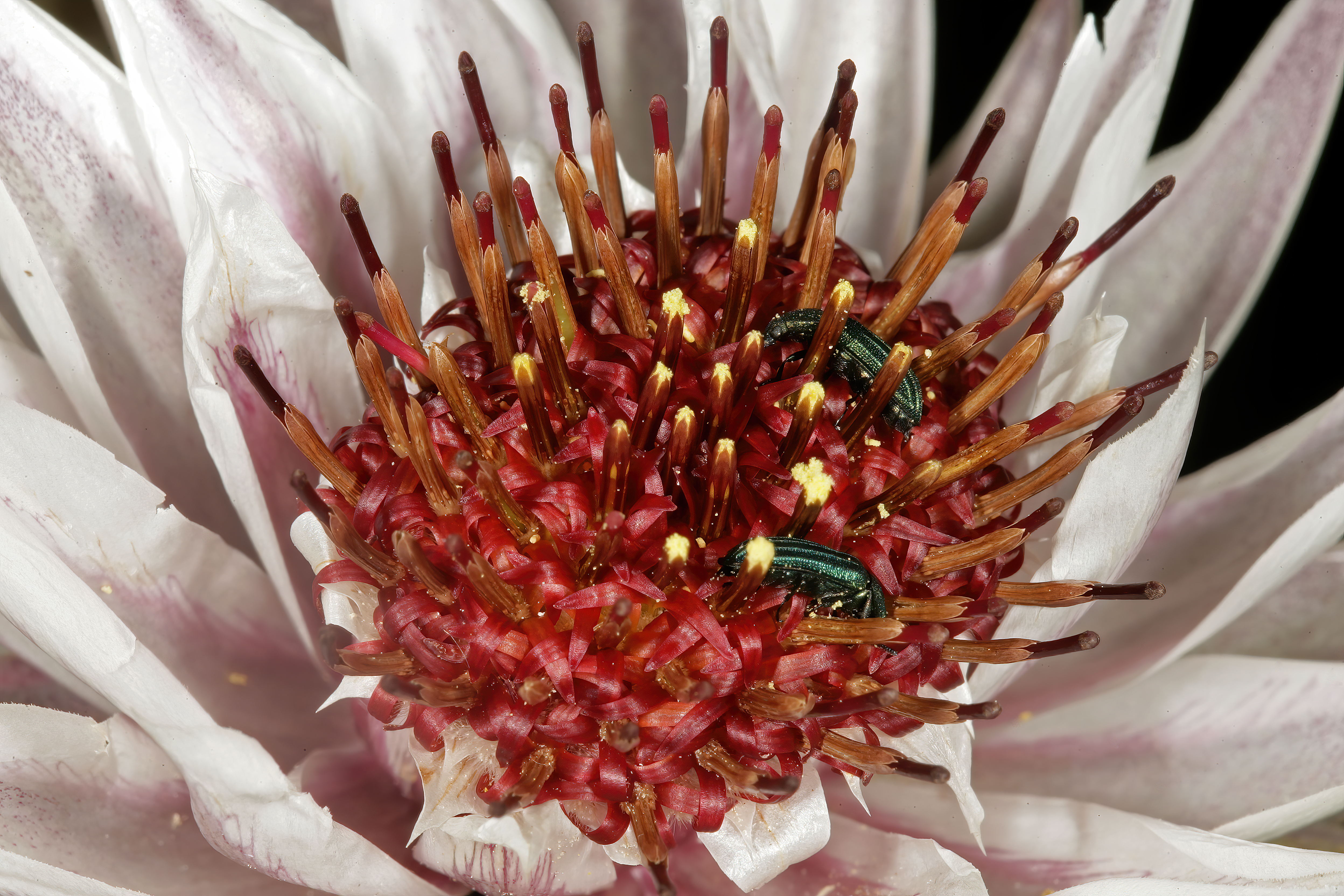
I fiori
Macledium zeyheri

Le specie di questa voce sono piante annuali o perenni con portamenti erbacei o arbustivi, sono presenti anche piccoli alberi.
Le foglie lungo il caule normalmente sono a disposizione alternata. La forma della lamina (semplice e intera) è più o meno lanceolato; i bordi possono essere continui, dentati o spinosi. Le stipole sono assenti.
Le infiorescenze sono composte da capolini terminali e solitari, o raccolti in lasse formazioni corimbose o racemose. I capolini, radiati o discoidi di tipo omogamo o eterogamo, sono formati da un involucro a forma da emisferica a obconica composto da brattee (o squame) all'interno delle quali un ricettacolo fa da base ai fiori di due tipi: tubulosi e ligulati. Le brattee disposte in più serie in modo embricato e scalato sono di varie forme a consistenza coriacea con apici pungenti. Il ricettacolo, alveolato, a forma piatta o più o meno conica, spesso è privo di pagliette (raramente ne è provvisto).
I fiori sia quelli tubulosi che ligulati sono tetra-ciclici (ossia sono presenti 4 verticilli: calice – corolla – androceo – gineceo) e pentameri (ogni verticillo ha 5 elementi). I fiori centrali (del disco) in genere sono tubulosi (actinomorfi - raramente sono zigomorfi); quelli periferici (radiati) sono di tipo ligulato (zigomorfi). In genere i fiori del disco sono ermafroditi (bisessuali) e fertili; quelli marginali possono essere sterili.
- Formula fiorale:

*/x K {\displaystyle \infty }, [C (5), A (5)], G 2 (infero), achenio
- Calice: i sepali del calice sono ridotti ad una coroncina di squame.
- Corolla: la corolla nei fiori tubulosi ha un tubo lungo con 5 profondi lobi; quella dei fiori ligulati il tubo è breve e termina con due labbra (corolle bilabiate) con il labbro interno più o meno attorcigliato. Il colore varia da bianco a rosso in quelli ligulati; bianco, giallo, crema o rosa in quelli tubulosi. Le corolle sono glabre o pubescenti con differenti tipi di ghiandole (raramente sono privi di ghiandole o peli).
- Androceo: gli stami sono 5 con filamenti liberi, glabri o papillosi e distinti, mentre le antere sono saldate in un manicotto (o tubo) circondante lo stilo. Le antere in genere hanno una forma sagittata con base caudata e calcarata; le appendici sono lunghe affusolate o subottuse. Il tessuto endoteciale è polarizzato. Il polline normalmente è tricolporato a forma sferica di tipo echinato (o liscio).
- Gineceo: lo stilo è filiforme con due stigmi divergenti (oppure no); gli stigmi possono essere sia corti che lunghi con pubescenza abassiale (i peli alla base sono più larghi); la superficie stigmatica è continua con creste marginali; gli apici sono arrotondati o subacuti. L'ovario è infero uniloculare formato da 2 carpelli. L'ovulo è unico e anatropo.

I frutti sono degli acheni con pappo. La forma dell'achenio è obconica oppure da strettamente oblunga a ampiamente cilindrica. Possono essere presenti delle coste longitudinali. Il pericarpo può essere di tipo parenchimatico, altrimenti è indurito (lignificato) radialmente; la superficie è irsuta o glabra.  Il carpoforo (o carpopodium - il ricettacolo alla base del gineceo) è assente. I pappi, formati da una o più serie di setole, barbate o piumate, o squame (o scaglie), isomorfi o dimorfi, decidui o persistenti, sono direttamente inseriti nel pericarpo o connati in un anello parenchimatico posto sulla parte apicale dell'achenio. Raramente il pappo è assente.

## Biologia
- Impollinazione: l'impollinazione avviene tramite insetti (impollinazione entomogama tramite farfalle diurne e notturne).
- Riproduzione: la fecondazione avviene fondamentalmente tramite l'impollinazione dei fiori (vedi sopra).
- Dispersione: i semi (gli acheni) cadendo a terra sono successivamente dispersi soprattutto da insetti tipo formiche (disseminazione mirmecoria). In questo tipo di piante avviene anche un altro tipo di dispersione: zoocoria. Infatti gli uncini delle brattee dell'involucro si agganciano ai peli degli animali di passaggio disperdendo così anche su lunghe distanze i semi della pianta.

## Distribuzione e habitat
Le specie di questo gruppo si trovano soprattutto in Africa.

## Tassonomia
La famiglia di appartenenza di questa voce (Asteraceae o Compositae, nomen conservandum) probabilmente originaria del Sud America, è la più numerosa del mondo vegetale, comprende oltre 23.000 specie distribuite su 1.535 generi, oppure 22.750 specie e 1.530 generi secondo altre fonti (una delle checklist più aggiornata elenca fino a 1.679 generi). La famiglia attualmente (2021) è divisa in 16 sottofamiglie.

### Filogenesi
Le specie di questa voce appartengono alla sottofamiglia Dicomoideae, e in particolare alla sottotribù Dicominae (tribù Dicomeae). La sottofamiglia (di recente costituzione), da un punto di vista filogenetico, è posizionata tra le sottofamiglie Tarchonanthoideae e Carduoideae. I caratteri principali della sottofamiglia sono: i portamenti variano da erbacei a arbustivi, l'involucro è pluriseriato con brattee coriacee e pungenti, il ricettacolo è alveolato, il polline è echinato, i rami dello stilo sono pubescenti con superficie stigmatica continua e cresta marginale, il carpoforo in genere è assente. L'area di origine della maggior parte delle specie è l'Africa a sud del Sahara.
La sottotribù deriva principalmente dalla revisione del genere Dicoma s.l. dal quale sono stati segregati i seguenti gruppi: Cloiselia S.Moore,  Macledium Cass., infine Pasaccardoa Kuntzecon il genere monotipo Dicomopsis welwitschii (O.Hoffm.) S.Ortiz (derivato da Dicoma welwitschii) che con il rimanente di Dicoma s.str. formano un "gruppo fratello".
Il genere Gladiopappus si distingue dal resto delle Dicominae per le brattee dell'involucro con apici arrotondati, per i fiori marginali bilabiati con i lobi adassiali attorcigliati (come in alcune specie della tribù Mutisieae), e per la presenza contemporanea di fiori unisessuali e bisessuali nel disco. Tuttavia altri caratteri come la morfologia delle corolle del disco, la forma degli stami, dello stile e degli acheni, è simile a quella del "core" del gruppo delle Dicomeae. Un recente studio sulla struttura del polline di questa specie ha risolto a favore dell'inclusione di Gladiopappus vernonioides della sottotribù Dicominae.
La sottotribù è individuata dai seguenti caratteri diagnostici: le ramificazioni sono allungate, le brattee dell'involucro hanno delle evidente coste mediane e delle strisce scure longitudinali e gli acheni sono ricoperti da ghiandole intercostali.
Il cladogramma seguente, tratto dalla pubblicazione citata e semplificato, rappresenta la struttura filogenetica della sottotribù.
| xxxDicoma_s.str.xxx | Dicoma                                                                 |
|                     | Dicoma                                                                 |
|                     | \| \| Dicomopsis welwitschii \| \| \| \| \| \| Pasaccardoa \| \| \| \| |
|                     |                                                                        |
|                     | Dicomopsis welwitschii                                                 |
|                     |                                                                        |
|                     | Pasaccardoa                                                            |
|                     |                                                                        |

|  | Dicomopsis welwitschii |
|  |                        |
|  | Pasaccardoa            |
|  |                        |

| xxxDicoma_s.str.xxx | Dicoma                                                                 |
|                     | Dicoma                                                                 |
|                     | \| \| Dicomopsis welwitschii \| \| \| \| \| \| Pasaccardoa \| \| \| \| |
|                     |                                                                        |
|                     | Dicomopsis welwitschii                                                 |
|                     |                                                                        |
|                     | Pasaccardoa                                                            |
|                     |                                                                        |

|  | Dicomopsis welwitschii |
|  |                        |
|  | Pasaccardoa            |
|  |                        |

| xxxDicoma_s.str.xxx | Dicoma                                                                 |
|                     | Dicoma                                                                 |
|                     | \| \| Dicomopsis welwitschii \| \| \| \| \| \| Pasaccardoa \| \| \| \| |
|                     |                                                                        |
|                     | Dicomopsis welwitschii                                                 |
|                     |                                                                        |
|                     | Pasaccardoa                                                            |
|                     |                                                                        |

|  | Dicomopsis welwitschii |
|  |                        |
|  | Pasaccardoa            |
|  |                        |

| xxxDicoma_s.str.xxx | Dicoma                                                                 |
|                     | Dicoma                                                                 |
|                     | \| \| Dicomopsis welwitschii \| \| \| \| \| \| Pasaccardoa \| \| \| \| |
|                     |                                                                        |
|                     | Dicomopsis welwitschii                                                 |
|                     |                                                                        |
|                     | Pasaccardoa                                                            |
|                     |                                                                        |

|  | Dicomopsis welwitschii |
|  |                        |
|  | Pasaccardoa            |
|  |                        |

Il numero cromosomico di base delle specie di questo gruppo è: 2n = 22.
Il periodo di separazione della sottofamiglia (formazione del clade) dal resto della famiglia delle Asteraceae è di circa 41,5 milioni di anni fa; mentre gli antenati delle attuali specie si sono separati circa 27 milioni di anni fa (gruppo corona).

### Elenco dei generi
Questa sottotribù comprende 6 generi e 62 specie:
| Genere                     | Numero specie                                               | Distribuzione                                                     |
| -------------------------- | ----------------------------------------------------------- | ----------------------------------------------------------------- |
| Cloiselia S.Moore, 1906    | 4                                                           | Endemismo del Madagascar                                          |
| Dicoma Cass., 1817         | 34                                                          | Africa (compresa Madagascar), Penisola Arabica e India            |
| Dicomopsis S.Ortiz, 2013   | Una specie: Dicomopsis welwitschii (O.Hoffm.) S.Ortiz, 2013 | Angola (Africa)                                                   |
| Gladiopappus Humbert, 1948 | Una specie: Gladiopappus vernonioides Humbert, 1948         | Endemismo del Madagascar                                          |
| Macledium Cass., 1825      | 18                                                          | Africa (da centrale a meridionale compresa l'isola di Madagascar) |
| Pasaccardoa Kuntze, 1891   | 4                                                           | Africa centrale (Angola, Tanzania, Zambia e Zaire)                |